# Гудович, Александр Васильевич (1754)
Алекса́ндр Васи́льевич Гудо́вич (1754—1806) — генерал-майор, участник штурма Измаила.

## Биография
Происходил из дворян Черниговской губернии. Один из семи генералов, которые родились в семье В. А. Гудовича. Образование получил в Пажеском корпусе, в военную службу вступил в 1770 году.
Принимал участие в русско-турецкой войне 1787—1792 и 21 апреля 1789 года за отличие был произведён в полковники в Киевский карабинерный полк, которым в тот период командовал его старший брат М. В. Гудович. Действуя в составе полка, отличился при штурме Измаила. 25 марта 1791 года Гудович был награждён орденом св. Георгия 4-й степени (№ 422 по кавалерскому списку Судравского и № 809 Григоровича — Степанова)
За отличную храбрость, оказанную при штурме крепости Измаила, с истреблением бывшей там армии.
С 1793 года командовал тем же полком. 1 января 1795 года получил чин бригадира. 22 февраля 1797 года приказом Павла I «за лень» исключён из службы. Скончался в 1806 году.